# Mexicanero
Le mexicanero, mexicain d'occident, náhuatl de Durango ou mexicain du nord-ouest est le nom donné à une variante du náhuatl parlé par les mexicaneros, dans les villages indigènes des états de Durango et Nayarit; dans ce dernier état selon le INALI, il représente une autre variante qu'on dénomme le haut mexicain d'occident, auquel les ethnologues lui assignent le code ISO 639-3 azn. Il est la variante plus septentrional de la langue náhuatl, bien que la famille yuto-nahua se trouve diffusée plus à le nord, représentée par le tarahumara, dans la sierra du même nom dans l'état mexicain de Chihuahua, et d'autres langues plus à le nord, avec la plus septentrional le shoshón, de l'état de Idaho aux États-Unis.

## Phonologie
Les tableaux présentent la phonologie du mexicanero du Sud-Ouest, les consonnes et les voyelles :
|                  | Bilabiale | Dentale | Palatale | Vélaire | Labio-vélaire | Glottale |
| ---------------- | --------- | ------- | -------- | ------- | ------------- | -------- |
| Occlusive sourde | p         | t       |          | k       |               |          |
| Occlusive sonore | b         | d       |          | g       |               |          |
| Afriquée         |           | t͡s      | t͡ʃ       |         |               |          |
| Fricative        |           | s       | ʃ        | x       |               | h        |
| Spirante         |           | l, r, ř | j        |         | w             |          |
| Nasale           | m         | n       |          |         |               |          |

À la différence du náhuatl classique, les oppositions de quantité vocalique ont disparu du mexicanero. De plus il a développé une opposition /o/-/u/ inexistante en náhuatl classique:
|         | Antérieures | Centrales | Postérieures |
| ------- | ----------- | --------- | ------------ |
| Grande  | i           |           | u            |
| Moyenne | e           |           | o            |
| Basse   |             | a         |              |